# Allogromiida
Ordre
Synonymes
- Allogromidiaceae Hartog in Harmer & Shipley, 1906
- Allogromiida de Saedeleer, 1934 (legio)
- Allogromiidea Pokorný, 1958
- Allogromiina Loeblich & Tappan, 1961
- Allogromioidea Chapman & Parr, 1936
- Lagynacea Loeblich & Tappan, 1961
- Lagynea Mikhalevich, 1980
- Lagynidea Sigal in Piveteau, 1952
- Microcometides Poche, 1913

Les Allogromiida sont un ordre de foraminifères de la classe des Monothalamea.

## Liste des familles
Selon World Register of Marine Species (28 mars 2016) :
- ordre des Allogromiida Loeblich & Tappan, 1961
  - famille des Allogromiidae Rhumbler, 1904
  - famille des Hospitellidae Loeblich & Tappan, 1984
  - famille des Lagynidae Schultze, 1854
  - famille des Maylisoriidae Bykova, 1961 †
  - famille des Phthanotrochidae Arnold, 1978